# Стеван Ристић
Стеван Ристић (Беловиште код Тетова, 7. децембар 1931 — Бар, 11. мај 2013) био је српски фотограф, писац фотографске литературе, покретач и организатор фотографских активности, истраживач и сакупљач докумената и артефаката о српској фотографији друге половине 20. века. Активан у фотографији од 1948. Секретар у Савезу Фото-кино аматера Југославије (Фото-кино савезу Југославије и Фото-савезу Југославије) од 1954. до 1989. године, кад је пензионисан. Покретач и дугогодишњи управник Салона фотографије у Београду (СФ) (1962 — 1989).

## Учешће на стручним скуповима
Учесник Конгреса FIAP у Опатији (1960), саветовања и симпозијума о српској и савременој југословенској фотографији ("Образовање младих помоћу фотографије“, UNESCO-симпозијум посвећен образовању младих, Софија, Бугарска, 1982. и др). Организатор Међународних фотографских семинара у Ровињу (1961), Опатији (1968), Трогиру (1978); један од организатора конгреса Међународне федерације фотографске уметности у Опатији; организатор и управник Летње фото-школе у Требињу, 1985.

## Друштвени рад
Члан Председништва Градског одбора Народне технике Београда од 1948. до 1954. године. Председник Фото-клуба „Електромашинац“ при Техничкој великој школи у Београду; секретар "Фото-клуба „Београд“ у више мандата. Иницијатор и покретач Годишње награде Фото-савеза Југославије. Један од оснивача Националног центра за фотографију (1992), и његов секретар од оснивања до 2001. Један од иницијатора покретања Симпозијума о фотографији (1996), као и Награде НЦФ за животно дело (1996). Један од иницијатора и организатора југословенске изложбе фотографија "Жене снимају“ (десет изложаба између 1975. и 1983.). Иницијатор изложбе фотографија „Мушкарци у очима жена“, Београд, 2008.

### Рад у међународној сарадњи
Дугогодишњи потпредседник (1974-1991) и члан Председништва (1991-1995) Међународног савеза фотографске уметности (Féderation Internationale de l'Art Photographique - FIAP). Један од оснивача, затим потпредседник (1963) и председник Омладинске комисије FIAP (1973). Почасни члан Председништва FIAP (1995), и почасни председник Омладинске комисије FIAP. Члан одбор Секције ликовних уметника фотографије УЛУПУДС-а у два мандата.

## Рад у фото-новинарству
Био члан редакција часописа Београдски објектив (од јуна 1956-59), омладинског часописа Око (1965?), покретач и уредник часописа Фото-информатор (1987-88). Објављивао текстове о југословенској фотографији у иностранству, у часопису Fotografie, Праг (Чехословачка), у Foto, Истанбул (Турска), „О омладинској фотографији у Југославији“, часопис Fotoamateur (Швајцарска). Објавио више предговора у каталозима изложби (нпр. Изложба југословенске изложбе у Паризу у оквиру бијенала „Месец фотографије у Паризу“, 1984, и др). Као уредник покренуо издања Салона фотографије и Фото-савеза Југославије, и учествовао у обликовању библиотеке „Мајстори фотографије“.

## Изложбена активност
Излагао на изложбама фотографије у Југославији и иностранству (највећа активност претежно током педесетих година 20. века, од када се више посветио организационим, а касније и архивистичко-документационим аспектима фотографије). Награђен на неколико изложби Фото-клуба „Београд“, и на Трећој међународној изложби фотографске уметности, Београд, 1956.
Чланство у жиријима: Први међународни салон фотографије, Лесковац 1991; Међународна изложба „Златно око“, Нови Сад, Међународне изложбе у Neuss-у, Берлин (СР Немачка), Истанбулу (Турска) два пута, Прагу (ЧССР), и др.

### Чланство уз фотографским организацијама
- Фото-клуб „Београд“;
- Фото-савез Југославије;
- Фото-савез Србије;
- УЛУПУДС, Секција ликовних уметника фотографије;
- (Немачко друштво за фотографију)

### Титуле и звања у фотографским организацијама
- Екселенција FIAP (EFIAP), (1964);
- Почасна екселенција (Hon. EFIAP), (1974).
- НЦФ (Заслужни члан Националног центра за фотографију).

## Књиге
- Приручник за фотоаматере. Београд : Савезни одбор Југословенских пионирских игара, 1963;
- Школска лабораторија. Београд : Техничка књига, 1961.